# 관당집림
관당집림(觀堂集林)은 왕궈웨이의 저서이다.

## 설명
왕궈웨이(王國維)가 자기 글을 골라 엮은 선집으로, 다양한 영역에서의 탁월한 학술적 성과를 반영했으며, 중국 학술사에서 불후의 명작으로 평가되고 있다. 고대 사료학, 고대 기물학, 문자학, 음운학 등에 관한 정수가 이 책에 들어 있다. 정밀한 학술 논문만 수록함으로써, 분량은 단출하지만 왕궈웨이의 대표적 저작이 되었다.
왕궈웨이 이전의 학문 연구는 대부분 문헌에 근거해 문헌을, 경전에 근거해 경전을 논의했으며, 여러 경전에 근거해 한 가지 경전을 주해하고 이리저리 주석을 다는 바람에 갈수록 번잡해지는 경향을 보였다. 또 그가 학문 활동을 하던 당시는 오로지 ‘의고(疑古)’만 주장하는 학파들도 있어서 대량의 문헌을 ‘위서(僞書)’로 간주하기도 했다. 하지만, 왕궈웨이는 고대 문헌에 익숙해 있었을 뿐더러 대량의 고고 발굴 자료도 확보하고 있었기 때문에 전통의 ‘문헌’과 새로 발굴된 ‘고고 자료’를 결합해 연구함으로써 이전에 볼 수 없었던 새로운 국면을 개척했고, 그 결과 중국 학술사의 새로운 페이지를 장식하게 되었다.
또 왕궈웨이는 근대 이후의 중국학 대가들이 그랬듯 전통 학문과 새로운 학문을 융합함으로써 뛰어난 성과를 이룰 수 있었다. 그들은 튼튼한 전통 학문의 뿌리를 갖고 있었기에 높은 감별력을 가질 수 있었으며, 그 때문에 전통 학문을 기초로 서양의 지혜를 주체적으로 흡수할 수 있었고, 이로부터 높은 성취도 이룰 수 있었다. 이는 신학문이라 해도 중국 전통 학문의 기초가 절대적으로 필요하다는 점을 잘 보여 주며, 이는 그 어떤 문명보다 과거와 현재의 연속성이 강한 문명으로 평가받는 중국 문화를 연구할 때 꼭 지켜야 할 금과옥조라 할 만하다.
- 하영삼 역, 지만지 2012, ISBN 9788966802777